# Tamara di Georgia
Tamara Bagration (in georgiano თამარ მეფე?; Mtskheta, 1160 – 1212) fu regina di Georgia dal 1184 fino alla sua morte.
Figlia primogenita del re georgiano Giorgio III (1156-1184) e di sua moglie Gurandukht, governò durante quella che è generalmente considerata l'"età dell'oro" della Georgia, guadagnandosi la reputazione di eccellente sovrana, tanto che fu ribattezzata "re dei re e regina delle regine". È considerata una tra i più grandi monarchi georgiani e il suo regno ha visto la conquista di quasi tutti gli stati confinanti di religione musulmana.

Tamara e la figlia Rusudan (1223-1245) sono state le uniche regine regnanti georgiane.

## Biografia

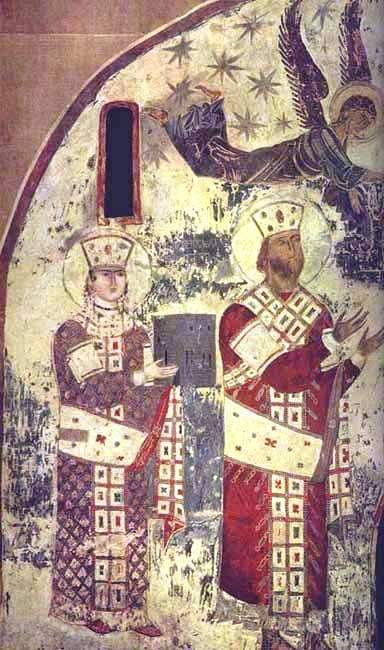
La regina Tamara e il padre Giorgio III Bagration.

Al fine di prevenire, dopo la sua morte, qualsiasi guerra civile per il trono, Giorgio III nominò Tamara co-sovrano ed erede nel 1178. Tamara quindi succedette al padre alla sua morte nel 1184, appoggiata dalla potente zia Rusudan. Come ogni sovrano, Tamara, pur essendo donna, usava il titolo spettante di diritto al sovrano maschio, ossia re, facendosi chiamare Re Tamara (Tamar Mepe).

Quando Tamara salì al trono, un gruppo di nobili, guidati dal ministro delle finanze (mechrurchletukhutsesi) Qutlu Arslan chiesero che il potere del re fosse limitato da un legislatore, o Karavi. Il re respinse la richiesta del ministro e lo fece arrestare, ma l'opposizione si tramutò in una ribellione, e i ribelli marciarono verso il palazzo reale. Tamara riuscì a negoziare con loro ristabilendo la pace, liberando il loro capo e concedendo solo funzioni limitate a un Karavi.
Nel 1185 un gruppo di nobili georgiani organizzò un matrimonio per Tamara e il candidato sposo sarebbe stato il principe Rus' Jurij Bogoljubskij (noto in Georgia come Rusi Giorgio, Giorgio il Rus'). Tamara accettò la proposta dei nobili e lo sposò, ma da questo matrimonio non nacquero figli. La regina ben presto fu delusa dal marito, che aveva dimostrato di essere immorale ed un grande bevitore. Per questo motivo, Tamara divorziò nel 1187 e scelse da sola il suo secondo marito. La scelta cadde sul principe Davide Soslani da Ossezia, un discendente della famiglia reale georgiana dei Bagration, e il matrimonio fu celebrato nel 1188. Davide fu re solo di nome mentre di fatto lo era Tamara, che continuò ad essere chiamata "re dei re e regina delle regine", mantenendo il potere effettivo. Il precedente marito di Tamara, Yuri, sì alleò con un gruppo di potenti nobili georgiani e con essi organizzò ben due rivolte, soccombendo però nel tentativo di conquistare il potere (1191).
Dopo la stabilizzazione degli affari interni del regno, Tamara riprese la politica estera del padre, che vedeva la Georgia in guerra con i vicini stati turchi selgiuchidi. Tamara svolse un ruolo attivo in campo militare, infatti lei stessa comandava l'esercito in battaglia. Nel 1193 l'esercito georgiano marciò su Bardav. Dopo il suo trionfale ritorno, ella organizzò una nuova campagna contro l'emirato di Erzurum. L'esercito, sotto la guida di Tamara e Davide, attaccò i selgiuchidi e svernò sulle rive del fiume Aras.
All'atabeg d'Azerbaigian Abu Bakr fu dato il comando delle forze armate di una coalizione musulmana, contro la Georgia. Una battaglia fu combattuta vicino Shamkor nel 1195 e si concluse con una grande vittoria georgiana. Furono fatti numerosi prigionieri e furono sequestrate grandi quantità di bottino, tra cui lo stendardo del califfo, che Tamara donò all'icona della Madonna di Khakhuli. I georgiani conquistarono la città di Shamkor con le regioni limitrofe e le terre occupate della dinastia Shirvanshah furono costrette al vassallaggio. Da Shamkhor l'esercito georgiano marciò poi verso Ganja.

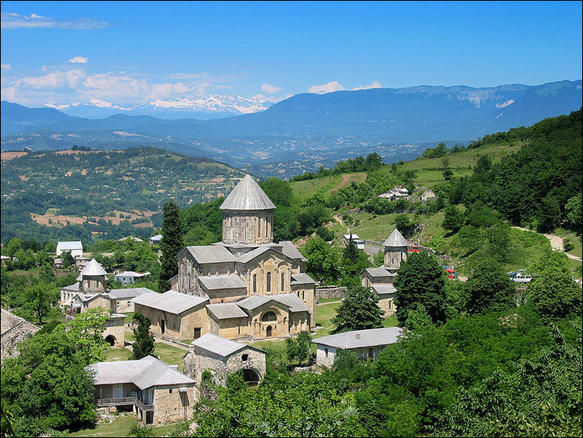
Monastero di Gelati, luogo di sepoltura di Tamara.

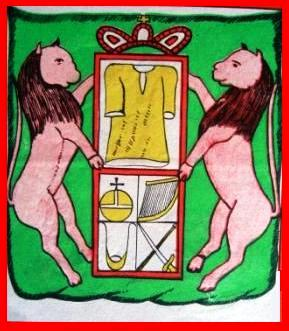
Lo stemma originale dei Bagration.

Le vittorie georgiane allarmarono gli altri vicini stati musulmani, in particolare il sultano del sultanato d'Iconio, Rukn ad-Din. Questi iniziò i preparativi per condurre una campagna contro la Georgia, al fine di rompere la forza della Georgia cristiana, e una grande battaglia fu combattuta vicino a Basian nel 1203. Nonostante la netta superiorità numerica dell'esercito selgiuchide, che si dice che contava 400.000 soldati, l'esercito georgiano, guidato da Davide, ebbe la meglio e questa fu una delle più famose vittorie della Georgia.
Durante il suo regno la Georgia raggiunse l'apice della sua potenza politica, economica e culturale. Tra il 1201 e il 1203 la Georgia annetté le capitali armene di Ani e Dvin. Nel 1204 l'esercito di Tamara occupò la città di Kars.
Nell'aprile del 1204 Tamara contribuì a fondare l'impero di Trebisonda sulla riva meridionale del Mar Nero, fornendo ai nipoti bizantini, Alessio I Comneno e Davide I Comneno, un esercito, con il quale conquistare questi territori, sempre appartenuti alla famiglia dei Comneni. Questo impero, dove vivevano sia bizantini che georgiani, era governato dai due nipoti di Tamara, che erano nipoti dell'ex imperatore bizantino Andronico I Comneno e che erano riusciti a fuggire insieme alla madre Rusudan, sorella di Tamara, in Georgia, dove furono allevati nella corte georgiana.

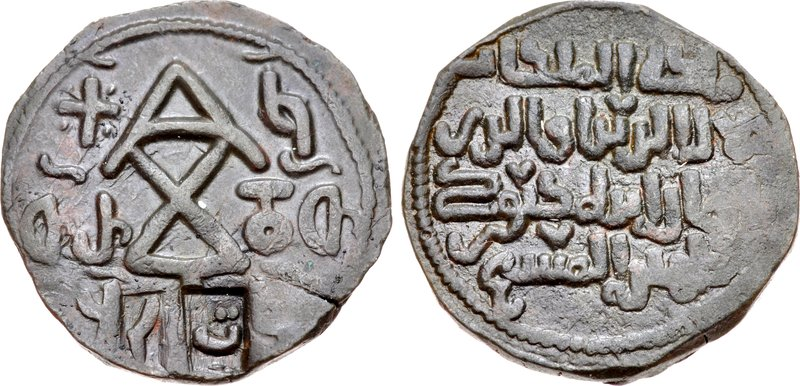
Moneta del regno di Tamara.

Tra il 1208 e il 1209 i georgiani attaccarono Khlat, Archesh e Ardabil; qui soggiogarono i governi locali, annettendo queste città alla Georgia. Nel 1210 l'esercito georgiano compì una campagna a nord contro la Persia, saccheggiando le terre invase.

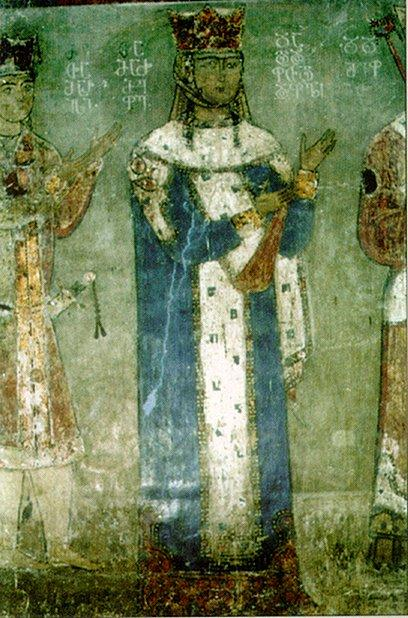
Un affresco rappresentante Tamara, nel monastero di Betania

Nel giugno 1212 Tamara dovette affrontare un'altra ribellione scoppiata a Pkhovi e a Didos, nella Georgia orientale. Tamara affidò il comando dell'esercito al generale Ioane Mkhargrdzeli, che attaccò le province ribelli e soffocò la rivolta nell'agosto del medesimo anno.
Come gli altri regnanti medievali, Tamara svolse un ruolo attivo nella religione e nella cultura del proprio paese, infatti fece costruire numerose chiese ortodosse in Georgia.
Tamara morì nel 1212, all'età di 52 anni, e dopo la sua morte fu canonizzata dalla chiesa apostolica autocefala ortodossa georgiana. Le succedette sul trono il figlio Giorgio IV Lasha. Ella aveva fatto della Georgia un impero che era lo stato che più minacciava l'Islam, e aveva creato un forte esercito, questa forza però non durò molto dopo la sua morte, infatti nel 1220 suo figlio Giorgio fu sconfitto pesantemente in Azerbaigian da Gengis Khan, ponendo così fine alla forza della Georgia.

### La tomba di Tamara
Tamara fu seppellita nel monastero di Gelati, insieme ai suoi antenati, anche se non è stato ancora individuato il punto preciso.

### Titolo
Sua Maestà la Regina Altissima Tamara, per volontà di nostro Signore, re dei re e regina delle regine degli Abkhazi, dei Kartveli, dei Ranii, dei Kakheti e degli Armeni, Shirvanshah e Shahanshah e Maestro di tutto l'Oriente e l'Occidente, la Gloria del Mondo e della Fede, Campione del Messia.

### Famiglia
Tamara ebbe dal secondo marito Davide Soslani un maschio e una femmina, entrambi futuri sovrani:
- Giorgio IV Lasha, re di Georgia dal 1213 al 1223;
- Rusudan, regina di Georgia dal 1223 al 1245.

## Culto
La Chiesa Georgiana commemora la santa regina Tamara il 1º maggio e nella terza domenica di Pasqua.

## Ascendenza
|                        |   |                    | Genitori |  |  | Nonni |  |  | Bisnonni             |  |  | Trisnonni             |  |
|                        |   |                    |          |  |  |       |  |  | Davide IV di Georgia |  |  | Giorgio II di Georgia |  |
|                        |   |                    |          |  |  |       |  |  | Davide IV di Georgia |  |  | Giorgio II di Georgia |  |
|                        |   | Elene di Georgia   |          |  |  |       |  |  | Davide IV di Georgia |  |  |                       |  |
| Demetrio I di Georgia  |   |                    |          |  |  |       |  |  | Davide IV di Georgia |  |  |                       |  |
|                        |   | Rusudan di Armenia | …        |  |  |       |  |  |                      |  |  |                       |  |
|                        |   | Rusudan di Armenia | …        |  |  |       |  |  |                      |  |  |                       |  |
|                        |   | Rusudan di Armenia | …        |  |  |       |  |  |                      |  |  |                       |  |
| Giorgio III di Georgia |   | Rusudan di Armenia |          |  |  |       |  |  |                      |  |  |                       |  |
|                        |   | …                  | …        |  |  |       |  |  |                      |  |  |                       |  |
|                        |   | …                  | …        |  |  |       |  |  |                      |  |  |                       |  |
|                        |   | …                  | …        |  |  |       |  |  |                      |  |  |                       |  |
| …                      |   | …                  |          |  |  |       |  |  |                      |  |  |                       |  |
|                        |   | …                  | …        |  |  |       |  |  |                      |  |  |                       |  |
|                        |   | …                  | …        |  |  |       |  |  |                      |  |  |                       |  |
|                        |   | …                  | …        |  |  |       |  |  |                      |  |  |                       |  |
| Tamara di Georgia      |   | …                  |          |  |  |       |  |  |                      |  |  |                       |  |
|                        | … | …                  |          |  |  |       |  |  |                      |  |  |                       |  |
|                        | … | …                  |          |  |  |       |  |  |                      |  |  |                       |  |
|                        | … | …                  |          |  |  |       |  |  |                      |  |  |                       |  |
| Khuddan d'Alania       | … |                    |          |  |  |       |  |  |                      |  |  |                       |  |
|                        |   | …                  | …        |  |  |       |  |  |                      |  |  |                       |  |
|                        |   | …                  | …        |  |  |       |  |  |                      |  |  |                       |  |
|                        |   | …                  | …        |  |  |       |  |  |                      |  |  |                       |  |
| Burdukhan d'Alania     |   | …                  |          |  |  |       |  |  |                      |  |  |                       |  |
|                        |   | …                  | …        |  |  |       |  |  |                      |  |  |                       |  |
|                        |   | …                  | …        |  |  |       |  |  |                      |  |  |                       |  |
|                        |   | …                  | …        |  |  |       |  |  |                      |  |  |                       |  |
| …                      |   | …                  |          |  |  |       |  |  |                      |  |  |                       |  |
|                        |   | …                  | …        |  |  |       |  |  |                      |  |  |                       |  |
|                        |   | …                  | …        |  |  |       |  |  |                      |  |  |                       |  |
|                        |   | …                  | …        |  |  |       |  |  |                      |  |  |                       |  |
|                        |   | …                  |          |  |  |       |  |  |                      |  |  |                       |  |